# Dylan Batubinsika
Buduka Dylan Batubinsika, född 15 februari 1996, är en fransk-kinshasa-kongolesisk fotbollsspelare som spelar för Saint-Étienne. Han representerar även Kongo-Kinshasas landslag.

## Klubbkarriär
Batubinsika började spela fotboll i US Cergy Clos och gick 2004 till Paris Saint-Germains akademi. Mellan 2014 och 2017 spelade han för Paris Saint-Germains reservlag i Championnat National 2.
I juli 2017 värvades Batubinsika av belgiska Jupiler Pro League-klubben Antwerp. Under sin tid i klubben var han med och vann belgiska cupen 2019/2020. I juli 2021 skrev Batubinsika på ett fyraårskontrakt med portugisiska Primeira Liga-klubben Famalicão. I augusti 2022 lånades han ut till israeliska Ligat Haal-klubben Maccabi Haifa på ett säsongslån. Under sin tid i klubben var Batubinsika med och blev israelisk ligamästare 2022/2023.
I juli 2023 värvades Batubinsika av franska Ligue 2-klubben Saint-Étienne, där han skrev på ett tvåårskontrakt. Under sin första säsong i klubben var Batubinsika med och hjälpte Saint-Étienne att bli uppflyttade till Ligue 1.

## Landslagskarriär
Batubinsika spelade för Frankrikes ungdomslandslag på U16 och U20-nivå. I juni 2021 blev han uttagen i Kongo-Kinshasas landslag och debuterade den 10 juni i en vänskapsmatch mot Uganda.
I december 2023 blev Batubinsika uttagen i Kongo-Kinshasas trupp till Afrikanska mästerskapet 2023, som arrangerades 2024. Han spelade fyra matcher i turneringen där Kongo-Kinshasa slutade på fjärde plats efter en förlust på straffar i bronsmatchen mot Sydafrika.

## Meriter
Antwerp
- Belgisk cupvinnare: 2019/2020

 Maccabi Haifa
- Israelisk mästare: 2022/2023